# Fortín General José María Delgado
Fortín General José María Delgado (más conocido como Fortín General Delgado) es una localidad paraguaya del departamento de Presidente Hayes, ubicada a orillas del Río Pilcomayo, en el km 201 de la ruta PY12, en la frontera misma con Fortín Sargento Primero Leyes, Provincia de Formosa, Argentina, a unos 233 km de Asunción.
Actualmente la localidad se encuentra escasamente poblada, contando con unos 50 habitantes aproximadamente. Y administrativamente forma parte y depende del municipio de General Bruguez, ubicado a unos 82 kilómetros de distancia.

## Toponimia
Recibe su nombre en honor a José María Delgado, destacado general paraguayo, que combatió en varias batallas de la Guerra de la Triple Alianza (1864 - 1870) y sobrevivió al conflicto.

## Historia
El Fortín General Delgado fue fundado en el año 1914, por el Capitán Egon Von Freiwals del ejército paraguayo, en el contexto previo a la Guerra del Chaco.

## Geografía
Fortín General Delgado se ubica en el kilómetro 201 de la ruta PY12, en la frontera misma con Argentina. Al noroeste y norte limita con Fortín Cabo Cano, al noreste con Cadete Pastor Pando, y al este y sureste con General Bruguez. Y al sur, suroeste y oeste con el Río Pilcomayo, que lo separa de la localidad argentina de Fortín Sargento Primero Leyes, respectivamente.
| Noroeste: Fortín Cabo Cano              | Norte: Fortín Cabo Cano            | Nordeste: Cadete Pastor Pando |
| Oeste: Fortín Sargento Primero Leyes    |                                    | Este: General Bruguez         |
| Suroeste: Fortín Sargento Primero Leyes | Sur: Fortín Sargento Primero Leyes | Sureste: General Bruguez      |